# 高昌区原种场
高昌区原种场隶属于中华人民共和国新疆维吾尔自治区吐鲁番市高昌区人民政府。也是高昌区的一个类似乡级单位。

## 行政区划
高昌区原种场下辖以下地区：
原种场虚拟生活区。